# Up All Night (album One Direction)
Up All Night – debiutancki album studyjny brytyjsko-irlandzkiego boysbandu One Direction wydany w 18 listopada 2011 roku. Album zadebiutował na drugim miejscu UK Albums Chart ze sprzedanymi 138 631 kopiami. Krążek ten stał się najszybciej sprzedającym debiutanckim albumem na UK Albums Chart w 2011 roku, rozchodząc się w 468 000 egzemplarzy, a na całym świecie w ponad 800 000 egzemplarzy.

## Lista utworów
1. What Makes You Beautiful (Rami Yacoub, Carl Falk, Savan Kotecha)
2. Gotta Be You (Steve Mac, August Rigo)
3. One Thing (Yacoub, Falk, Kotecha)
4. More Than This (Jamie Scott)
5. Up All Night (Kotecha, Matt Squire)
6. I Wish (Yacoub, Falk, Kotecha)
7. Tell Me A Lie (Kelly Clarkson, Tom Meredith, Shep Solomon)
8. Taken (Toby Gad, Lindy Robbins, Harry Styles, Liam Payne, Louis Tomlinson, Niall Horan, Zayn Malik)
9. I Want (Tom Fletcher)
10. Everything About You (Steve Robson, Wayne Hector, Styles, Payne, Tomlinson, Horan, Malik)
11. Same Mistakes (Robson, Hector, Styles, Payne, Tomlinson, Horan, Malik)
12. Save You Tonight (RedOne, BeatGeek, Jimmy Joker, Teddy Sky, Achraf Jannusi, Alaina Beaton, Kotecha)
13. Stole My Heart (Scott, Meehan)

Limited yearbook edition bonus tracks
1. Stand Up (Roy Stride, Josh Wilkinson)
2. Moments (Ed Sheeran, Si Hulbert)

Additional tracks
1. Another World (Jannusi, Bilal Hajji, Eric Sanicola, Geo Slam, RedOne, Sky)
2. Na Na Na (Iain James, Kotecha, James Murray, Squire, Mustapha Omer)
3. I Should've Kissed You (Robson, Ina Wroldsen)

## Notowania i certyfikaty
| Lista (2011-12)               | Najwyższa pozycja |
| ----------------------------- | ----------------- |
| Australian Albums Chart       | 4                 |
| Austrian Albums Chart         | 46                |
| Belgian Flanders Albums Chart | 7                 |
| Belgian Wallonia Albums Chart | 65                |
| Danish Albums Chart           | 9                 |
| Dutch Albums Chart            | 7                 |
| Finnish Albums Chart          | 4                 |
| French Albums Chart           | 15                |
| Hong Kong Albums Chart        | 1                 |
| Hungarian Albums Chart        | 6                 |
| Irish Albums Chart            | 2                 |
| Italian Albums Chart          | 1                 |
| New Zealand Albums Chart      | 1                 |
| Norwegian Albums Chart        | 11                |
| Philippines Albums Chart      | 1                 |
| Polish Albums Chart           | 6                 |
| Portuguese Albums Chart       | 3                 |
| Scottish Albums Chart         | 2                 |
| Singapore Albums Chart        | 1                 |
| Spanish Albums Chart          | 4                 |
| Swedish Albums Chart          | 1                 |
| Swiss Albums Chart            | 24                |
| Taiwanese Albums Chart        | 1                 |
| UK Albums Chart               | 2                 |

| Lista (2010)             | Pozycja |
| ------------------------ | ------- |
| Australian Albums Chart  | 47      |
| Irish Albums Chart       | 10      |
| New Zealand Albums Chart | 17      |
| UK Albums Chart          | 16      |

| Kraj                  | Certyfikat         |
| --------------------- | ------------------ |
| Australia (ARIA)      | platynowa płyta    |
| Irlandia (IRMA)       | 3× platynowa płyta |
| Nowa Zelandia (RIANZ) | platynowa płyta    |
| Szwecja (GLF)         | złota płyta        |
| Polska (ZPAV)         | platynowa płyta    |

## Historia wydania
| Kraj              | Data              | Format               | Wytwórnia              |
| ----------------- | ----------------- | -------------------- | ---------------------- |
| Irlandia          | 18 listopada 2011 | CD, digital download | Syco Music, Sony Music |
| Holandia          | 18 listopada 2011 | CD, digital download | Syco Music, Sony Music |
| Szwecja           | 18 listopada 2011 | CD, digital download | Syco Music, Sony Music |
| Belgia            | 21 listopada 2011 | CD, digital download | Syco Music, Sony Music |
| Norwegia          | 21 listopada 2011 | CD, digital download | Syco Music, Sony Music |
| Wielka Brytania   | 21 listopada 2011 | CD, digital download | Syco Music, Sony Music |
| Australia         | 25 listopada 2011 | CD, digital download | Syco Music, Sony Music |
| Nowa Zelandia     | 28 listopada 2011 | CD, digital download | Syco Music, Sony Music |
| Dania             | 6 lutego 2012     | CD, digital download | Syco Music, Sony Music |
| Węgry             | 6 lutego 2012     | CD, digital download | Syco Music, Sony Music |
| Polska            | 6 lutego 2012     | CD, digital download | Syco Music, Sony Music |
| Portugalia        | 6 lutego 2012     | CD, digital download | Syco Music, Sony Music |
| Włochy            | 7 lutego 2012     | CD, digital download | Syco Music, Sony Music |
| Stany Zjednoczone | 13 marca 2012     | CD, digital download | Columbia Records       |
| Kanada            | 13 marca 2012     | CD, digital download | Columbia Records       |
| Meksyk            | 13 marca 2012     | CD, digital download | Sony Music Mexico      |